# Шокан (Нью-Йорк)
Шокан (англ. Shokan) — переписна місцевість (CDP) в США, в окрузі Ольстер штату Нью-Йорк. Населення — 1075 осіб (2020).

## Географія
Шокан розташований за координатами 41°58′51″ пн. ш. 74°12′47″ зх. д. / 41.98083° пн. ш. 74.21306° зх. д. (41.980915, -74.212963).  За даними Бюро перепису населення США в 2010 році переписна місцевість мала площу 10,08 км², уся площа — суходіл.

## Демографія
Згідно з переписом 2010 року, у переписній місцевості мешкали 1183 особи в 511 домогосподарстві у складі 342 родин. Густота населення становила 117 осіб/км².  Було 595 помешкань (59/км²).
Расовий склад населення:
| - 92,5 % — білих - 2,4 % — чорних або афроамериканців - 1,1 % — азіатів - 1,4 % — осіб інших рас |

До двох чи більше рас належало 2,6 %. Частка іспаномовних становила 3,0 % від усіх жителів.
За віковим діапазоном населення розподілялося таким чином: 19,1 % — особи молодші 18 років, 61,5 % — особи у віці 18—64 років, 19,4 % — особи у віці 65 років та старші. Медіана віку мешканця становила 48,8 року. На 100 осіб жіночої статі у переписній місцевості припадало 98,5 чоловіків;  на 100 жінок у віці від 18 років та старших — 95,3 чоловіків також старших 18 років.
Середній дохід на одне домашнє господарство  становив 62 778 доларів США (медіана — 54 112), а середній дохід на одну сім'ю — 79 248 доларів (медіана — 66 603). Медіана доходів становила 51 382 долари для чоловіків та 31 050 доларів для жінок. За межею бідності перебувало 12,4 % осіб, у тому числі 14,7 % дітей у віці до 18 років та 7,8 % осіб у віці 65 років та старших.
Цивільне працевлаштоване населення становило 598 осіб. Основні галузі зайнятості: освіта, охорона здоров'я та соціальна допомога — 26,4 %, виробництво — 20,7 %, роздрібна торгівля — 15,1 %, транспорт — 12,2 %.